# 台灣光華雜誌
《台灣光華雜誌》是目前中華民國外交部出版發行的一本多語種月刊。1976年創立時稱為《光華畫報》，2006年改為現名，內容以推介台灣文化等軟性內容為主。

## 歷史
《光華畫報》由行政院新聞局創立於1976年1月。2006年改名為《台灣光華雜誌》，英文亦由「Sinorama」同步改為「Taiwan Panorama」。原本僅有中文、英文、日文版本，2015年起推出越南語、泰語、印尼語版本。雜誌在世界上100多個國家出版發行，提供關於台灣當前政治、經濟、社會、文化發展的文字描述、照片以及深度報導。
2018年，外交部發言人指東南亞諸版本平均發行2000份，主要用於大使館、領事處等外交場合，以及圖書館、移民機構等處，或是在政府活動中分發。

## 外部連結
- 官方網站